# Tachina fera
Tachina fera (Linnaeus, 1761) è un insetto dell'ordine dei ditteri e della famiglia dei tachinidi. 

## Descrizione

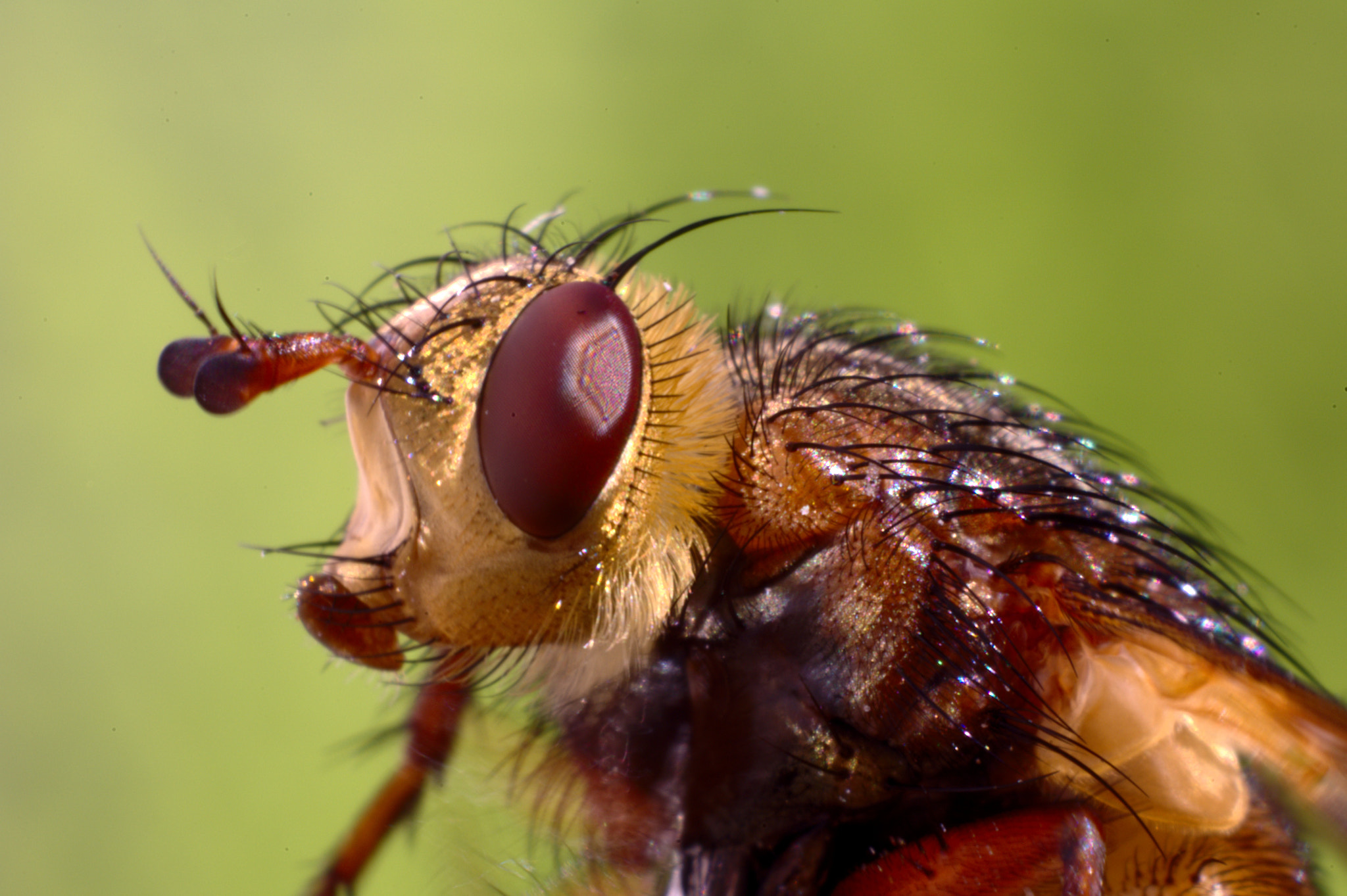
Dettaglio del capo di un esemplare fotografato a Buiza (La Pola de Gordón, Castiglia e León)

Si tratta di un dittero piuttosto grande, con dimensioni che vanno dai 9 ai 16 mm. L'addome, di colore giallo intenso/arancione, è attraversato da una banda longitudinale nera; il torace è nero, mentre l'area posteriore del capo è gialla. Il corpo è ricoperto di peli, specialmente sulla parte terminale dell'addome.

## Biologia

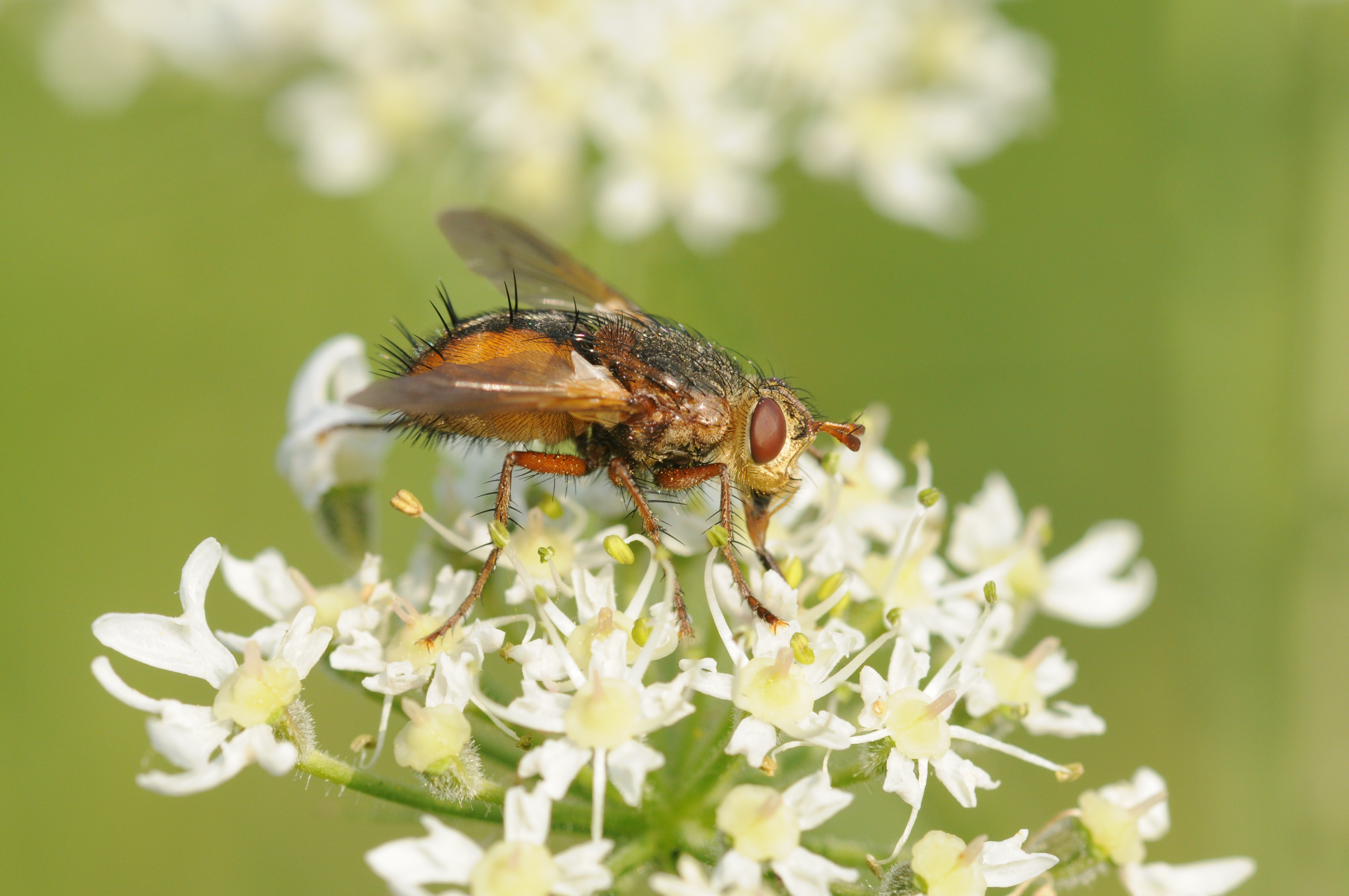
Esemplare fotografato presso Sermamagny (Borgogna-Franca Contea)

L'adulto è attivo da maggio a settembre, e si nutre di nettare di ombrellifere e piante acquatiche, ed è un importante impollinatore; come in diverse altre specie di tachinidi, anche la larva di T. fera si sviluppa a spese dei bruchi di vari lepidotteri o anche di altri insetti: le uova vengono deposte sulle piante ospiti delle prede, e alla schiusa le larve attaccano i bruchi, entrano nel loro corpo e li consumano dall'interno. Tra le specie parassitate si possono citare Autographa gamma, Ceramica pisi, Cosmia trapezina, Lymantria dispar, Lymantria monacha, Orthosia cerasi,  Orthosia cruda, Panolis flammea, Peridroma saucia e Xestia c-nigrum.

## Diffusione e habitat
La specie è ben documentata in vari stati dell'Europa centrale, in Francia, Italia settentrionale, Scandinavia meridionale, isole britanniche e penisola iberica; è presente anche in Asia. 
È frequente nelle radure e ai margini dei boschi, e nelle aree umide.